# Un'amara vittoria
Un'amara vittoria (Rabbit Transit) è un film del 1947 diretto da Friz Freleng. È un cortometraggio d'animazione della serie Looney Tunes, uscito negli Stati Uniti il 10 maggio 1947. È il terzo episodio della trilogia di cortometraggi con protagonisti Bugs Bunny e Cecil Tartaruga, liberamente ispirati alla favola di Esopo "La lepre e la tartaruga", dopo La tartaruga e il coniglio (1941) e Più veloce di una lepre (1943), sebbene non prenda in considerazione gli avvenimenti dei primi due. Dal 1996 viene distribuito col titolo Una gara a reazione.

## Trama
Mentre si rilassa in un bagno di vapore, Bugs legge la favola originale e si arrabbia all'idea di una tartaruga che batte un coniglio. Cecil, anch'egli nel bagno di vapore, afferma di poter correre più veloce di Bugs, spingendo il coniglio a sfidarlo in una gara. I due si impegnano a non barare, ma il guscio di Cecil è azionato da un propulsore jet che gli permette di essere estremamente veloce. Bugs cerca di contrastare il vantaggio di Cecil, prima afferrando il guscio e cercando di smantellare il propulsore, poi gettandoci dentro dell'acqua per spegnere il motore. Bugs cerca anche di creare un falso tunnel, ma Cecil lo attraversa come un normale tunnel. Cecil sta per vincere ma nota qualcosa e spegne il motore, lasciando che Bugs lo superi e vinca la corsa. Bugs dice a Cecil di aver superato i 120 km/h nel suo ultimo scatto ma Cecil gli mostra che il limite è di 50 km/h, così Bugs viene immediatamente arrestato.

## Distribuzione

### Edizione italiana
Il primo doppiaggio italiano del corto fu eseguito nel 1988 dalla C.D.C. per la trasmissione sulle reti Rai. Nel 1996, sempre per la trasmissione televisiva, fu ridoppiato dalla Angriservices Edizioni sotto la direzione di Renzo Stacchi. In entrambe le edizioni la battuta finale di Cecil, che in originale è una citazione della celebre battuta di Bugs "Ain't I a stinker?" (Non sono una carogna?), fu sostituita con una frase differente. Non essendo stata registrata una colonna internazionale, in entrambi i casi fu sostituita la musica presente durante i dialoghi.

### Edizioni home video

#### VHS
America del Nord
- Bugs! (1988)
- Bugs Bunny's Zaniest Toons (23 ottobre 1991)
- The Golden Age of Looney Tunes Volume 10: The Art of Bugs (1992)
- Looney Tunes: The Collector's Edition - A Looney Life (1999)

#### LaserDisc
- Bugs! & Elmer! (1989)
- The Golden Age of Looney Tunes (11 dicembre 1991)

#### DVD e Blu-ray Disc
Il corto fu pubblicato in DVD-Video in America del Nord nel primo disco della raccolta Looney Tunes Golden Collection: Volume 2 (intitolato Bugs Bunny Masterpieces) distribuita il 2 novembre 2004; il DVD fu pubblicato in Italia il 16 marzo 2005 nella collana Looney Tunes Collection, col titolo Bugs Bunny: Volume 2. Fu poi incluso nel secondo disco della raccolta Blu-ray Disc e DVD Looney Tunes Platinum Collection: Volume Two, uscita in America del Nord il 16 ottobre 2012, e nel primo disco della raccolta DVD Looney Tunes Spotlight Collection Volume 8, uscita in America del Nord il 13 maggio 2014.